# Alexander Frey
Alexander Frey (født 7. juni 1877 i Vehkalahti, død 28. november 1945 i Helsinki) var en finsk politiker og minister.
Frey var en af underskriverne på Finlands uafhængighedserklæring i 1917. Han var en af de fire, som grundlagde Vaasasenatet under den finske borgerkrig. Han havde ansvaret for krigs- og justitsområdet. Han var et af medlemmerne i delegationen som deltog i forhandlingerne i Dorpat.
Frey var også chef for Liittopankki fra 1924, chef for Föreningsbanken mellem 1928 og 1945.

## Eksterne kilder
- Riksdagsmatrikel

1. ↑  Navnet er anført på bokmål og stammer fra Wikidata hvor navnet endnu ikke findes på dansk.